# 10264 Marov
10264 Marov (1978 PH3) là một tiểu hành tinh nằm phía ngoài của vành đai chính được phát hiện ngày 8 tháng 8 năm 1978 bởi N. S. Chernykh ở Đài vật lý thiên văn Crimean.